# Холмс, Элизабет
Элизабет Энн Холмс (англ. Elizabeth Anne Holmes; род. 3 февраля 1984) — американская предпринимательница, мошенница, основательница компании Theranos, занимавшейся разработкой инновационного оборудования для анализа крови. Громкие обещания Theranos выпустить компактный анализатор, способный быстро проводить сложные исследования по ничтожному объёму крови — например, капле, взятой из пальца — привели к огромным инвестициям в компанию Холмс и чрезвычайно высоким оценкам её стоимости. В 2015 году состояние Холмс оценивалось в 4,5 миллиарда долларов США, и журнал Forbes ставил её на первое место в списке самых богатых женщин Америки, самостоятельно добившихся успеха. Тем не менее обещанные анализаторы так и не были выпущены в продажу; в результате серии расследований, проведённых журналистами и надзорными органами США, деятельность Холмс и её партнёров по Theranos была разоблачена как мошенническая. В результате падения стоимости акций компании состояние Холмс перестало существовать.

## Ранние годы
Холмс родилась в Вашингтоне. Ее мать, Ноэль Энн (урожденная Дауст), работала сотрудником комитета Конгресса. Её отец, Кристиан Расмус Холмс IV, занимал пост вице-президента в энергетической компании Enron. После банкротства компании из-за финансовых махинаций, Кристиан занимал руководящие должности в государственных учреждениях USAID, EPA и USTDA. Когда Элизабет было 9 лет, семья переехала в Хьюстон, после чего некоторое время жила в Китае. По словам Холмс, она с детства хотела лечить людей, но не переносила вида крови и игл. Поэтому в 2002 году Холмс поступила в Стэнфордский университет на химическую специальность. Через год она бросила учёбу и с разрешения родителей использовала накопленные ими на обучение деньги в качестве стартового капитала основанной ею компании Theranos (от слов «терапия» и «диагноз»).

## Личная жизнь
В начале 2019 года Холмс обручилась с Уильямом «Билли» Эвансом, 27-летним наследником Evans Hotel Group. В середине 2019 года они провели закрытую свадебную церемонию. Пара жила в Сан-Франциско.

## Theranos
Холмс много работала в лаборатории, запатентовала десятки изобретений, и в итоге объявила о прорыве в анализах крови. В отличие от стандартных проб, заполняющих значительную часть пробирки или несколько штук, технология Холмс якобы позволяла использовать всего несколько капель крови пациента. Элизабет привлекла 400-миллионные инвестиции, и в 2015 году Theranos оценивался в 9 миллиардов долларов, причём Холмс владела более чем 50 % компании. Компания договорилась с сетью медицинских пунктов Boots Alliance о применении анализов Theranos, которые стоили значительно дешевле анализов лидеров рынка, Quest Diagnostics и LabCorp.
В мае 2013 года проработавший в компании 8 лет старший биохимик покончил с собой, сказав жене, что у компании ничего не получилось. Осенью 2015 компания оказалась в кризисе, когда ряд публикаций раскритиковал анализы Theranos как несертифицированные Управлением по контролю за продуктами и лекарствами (FDA), использующие стандартные технологии анализов вместо заявленных, а также выдающие ошибочные данные анализов. The Washington Post написала, что в 2012 году заинтересовавшееся анализами Theranos министерство обороны обнаружило проблемы и собиралось подать запрос в FDA. Холмс попросила генерала Джеймса Мэттиса вмешаться. Тот вступился за компанию, а через год стал членом её совета директоров. Высказываются сомнения в декларируемых успехах компании из-за её крайней закрытости и невозможности независимой проверки.
В 2015 году по версии журнала Entrepreneur возглавила список худших предпринимателей. Холмс была вынуждена признать, что после 10 лет разработки её изобретения не работают, а недостатки в исследованиях нужно было устранить раньше. Холмс планировала перестроить лабораторию с нуля, чтобы не допустить в дальнейшем недостоверных анализов. В то время Холмс отказывается от интервью, вместо неё с прессой общается её адвокат Дэвид Бойз, который пояснил, что компания Theranos является полностью частной, не является публичной, следовательно, на акционеров не распространяются правила защиты для публичных компаний. В планах компании опубликовать результаты исследований и разработок в рецензируемых медицинских журналах.
По сообщению газеты New York Times, регуляторы (Medicare и Medicaid) представили отчёт на 121 странице с описанием многочисленных нарушений, выявленных при проверке лаборатории: начиная с использования неквалифицированного персонала и несоблюдения температурного режима для хранения образцов крови и заканчивая представлением пациентам результатов исследования, точность которых не была достоверна. Так, за период с апреля по сентябрь 2015 года, несмотря на несколько тестов, оборудование Theranos не выдавало достоверных данных, что не помешало лаборатории выслать результаты анализа 81 пациенту. В ряде случаев невозможно было установить, с каким оборудованием были получены результаты, так как наряду с собственным оборудованием использовалось оборудование Siemens. В докладе указывается, что результаты собственных тестов Theranos не должны отличаться от общепризнанных более чем на 20 %, в то время как случайная выборка показала, что результаты Theranos отличаются от эталонных на 21—146 %.
В начале 2016 года прокуратура США начала расследование, не вводила ли компания в заблуждение инвесторов и чиновников относительно своих достижений. Рассматривалась возможность отстранения Холмс от бизнеса на два года.
1 июня 2016 года вышла статья в «Форбс», в которой размер состояния Э. Холмс был пересмотрен. Если в 2015 году её состояние оценивалось в 4,5 млрд долларов, исходя из её доли в компании в 50 %, то в 2016 году «Форбс» провёл переоценку компании. Цена компании определена примерно в 0,8 млрд долларов, так как доходы компании не превышают 100 млн долларов в год. Исходя из этого, доля Холмс не стоит ничего, так как частные инвесторы владеют привилегированными акциями, и они получат долю в собственности компании в первую очередь, обыкновенные акции Холмс будут «обналичены» только при условии, если что-то останется.
14 марта 2018 года компания и Элизабет Холмс были обвинены Комиссией по ценным бумагам и биржам (SEC) в «крупномасштабном мошенничестве». Им вменялось выманивание средств в размере 700 миллионов долларов у инвесторов под предлогом того, что у компании якобы имелась революционная технология тестирования крови.
Компания и Холмс согласились урегулировать обвинения, не признавая и не отрицая правонарушения. Холмс лишается всех акций компании и заплатит штраф в размере 500 000 долларов. В течение 10 лет она также будет лишена права занимать управляющие должности в каких-либо публичных компаниях.
По сообщению газеты The Wall Street Journal, 31 августа 2018 года компания Theranos была закрыта и взяла на себя обязательства выплатить средства необеспеченным кредиторам. Роспуск сотрудников компании был связан с официальными обвинениями федеральных властей в мошенничестве к Элизабет Холмс.

## Судебный процесс
В июне 2018 года против Холмс и бывшего президента и члена совета директоров Theranos Рамеша Балвани были выдвинуты обвинения в обмане инвесторов и клиентов. Судебное разбирательство было отложено из-за пандемии COVID-19. Судебный процесс против Холмс должен был начаться 13 июля 2021 года. В связи с беременностью Холмс, которая ранее держалась в секрете, и родами в июле 2021 года, начало судебного процесса было отложено до 31 августа 2021 года.
Судебный процесс начался 1 сентября 2021 года в Сан-Хосе. Обвинение вызвало 29 свидетелей, защита — только трёх. К всеобщему удивлению, Холмс сама выступила в суде после трёхмесячного молчания; по сути, она отрицала все обвинения. Суд закончился 16 декабря 2021 года с заявлениями обвинения и защиты. 3 января 2022 года Холмс была признана виновной по четырем из одиннадцати пунктов обвинения в обмане инвесторов. Она была оправдана по четырем пунктам обвинения в обмане пациентов с помощью результатов анализов. По трём пунктам, также связанным с обманом инвесторов, присяжные не смогли прийти к единому мнению даже после неоднократного обсуждения. Обвинение и защита предложили не объявлять приговор до 12 сентября 2022 года. Приговор был оглашён 18 ноября 2022 года. Холмс была приговорена к 11 годам тюрьмы. Она должна явиться в тюрьму для отбытия срока 27 апреля 2023 года, а также выплатить инвесторам ущерб в размере 121 миллиона долларов США.

## В популярной культуре
- "Thirst Trap: A Corporate Love Story" сериал "Симпсоны / The Simpsons" 35 сезон, 4 серия

- «Изобретатель: жажда крови в Силиконовой долине» — документальный фильм 2019 года от HBO
- «Выбывшая» — мини-сериал 2022 года, рассказывающий историю Theranos. В роли Холмс — Аманда Сейфрид.